# Trochanteria rugosa
Espèce
Trochanteria rugosa est une espèce d'araignées aranéomorphes de la famille des Trochanteriidae.

## Distribution
Cette espèce est endémique d'Argentine. Elle se rencontre dans les provinces de Catamarca et du Río Negro.

## Description
La femelle décrite par Platnick en 1986 mesure 5,58 mm.

## Publication originale
- Mello-Leitão, 1938 : Algunas arañas nuevas de la Argentina. Revista del Museo de La Plata (Nueva Serie), vol. 1, p. 89-118.